# Мініфутбол
Мініфутбол — командна спортивна гра з м'ячем на натуральній або штучній траві за участю двох команд, які мають склади від п'яти до восьми гравців, залежно від розмірів поля. В Україні мініфутболом опікується Федерація мініфутболу України.

## Правила
У мініфутбол можуть грати команди, складом від п'яти до восьми гравців. На відміну від футзалу, у який грають дві команди, по п'ять чоловік, враховуючи воротаря. У Південній Європі популярнішим є різновид мініфутболу, в якому на полі одночасно перебувають восьмеро гравців, тоді як у Східній Європі перевагу надають грі з шістьма гравцями на полі. На міжнародних змаганнях прийнято грати саме з шістьма гравцями, що одночасно перебувають на полі. Такий вибір зумовлений тим, що при такій кількості гравців досягається найвища інтенсивність гри та найвищий рівень залучення до гри всіх польових гравців.
У мініфутбол грають м’ячем 5-го розміру, таким же, як і у класичний футбол, тоді як у футзал грають м’ячем меншого, 4-го розміру.
У мініфутбол грають на відкритих майданчиках з натуральним, або штучним трав’яним покриттям. Мініфутбольні поля меншого розміру ніж футбольні і більшого, ніж футзальні. Наприклад, для проведення міжнародних змагань з мініфутболу розміри поля повинні відповідати наступним критеріям: довжина 46-50 метрів, ширина – 26-30 метрів, штрафний майданчик прямокутної форми, шириною у 14 метрів і довжиною у 7 метрів. 
Гра триває від 20 до 30 хвилин, залежно від регламенту турніру, проте грається «брудний» час, тобто час, поки м’яч знаходиться поза грою також вважається ігровим часом. Проте у мініфутболі арбітр може компенсувати до тривалості тайму час, який команди не дограли через затримки. Введення м’яча в гру з-за бокової лінії виконується кидком м’яча з-за голови. Повернення м'яча в гру від воріт у мініфутболі виконується ногами, м'яч при цьому повинен лежати. У мініфутболі у пріоритеті – пас та командні взаємодії, тоді як футзал – контактна гра, в якій дозволені окремі силові тактико-технічні дії. Підкат – заборонений спосіб ведення боротьби, блокування гравця команди суперника, як спосіб тактичної боротьби у мініфутболі також заборонений. Натомість у мініфутболі відсутні обмеження на кількість пасів голкіперу та на час перебування гравця з м’ячем на власній половині поля. Також відсутнє правило 6-го фолу, яке є у футзалі.